# Duits tegenoffensief in de oostelijke Betuwe
Het Duitse tegenoffensief in de oostelijke Betuwe was een poging van de Duitse Wehrmacht om na afloop van Operatie Market Garden de geallieerden weer uit de Betuwe te verdrijven. Het Duitse opperbevel beschouwde het geallieerde bruggenhoofd (ook bekend als “The Island”) in de Betuwe als een belangrijke dreiging voor een verdere opmars naar Duitsland. Daarom was het belangrijk dat dit bruggenhoofd opgeruimd werd. Naast de al in de Betuwe aanwezige 10. SS-Panzer-Division Frundsberg werden daarom nog twee Heeres pantserdivisies toegewezen om deze aanval uit te voeren. Op 1 oktober 1944 zetten de Duitsers onder bevel van het II SS Pantserkorps van SS-Obergruppenführer Willi Bittrich het offensief in, maar konden nergens meer dan een paar kilometer oprukken. De Britse troepen in dit gebied, onder bevel van de 43e (Wessex) Infanteriedivisie van Major-General Ivor Thomas voerden een taaie verdediging. Vanaf 4 oktober zetten de Britten, met vers aangevoerde troepen, de tegenaanval in en veroverden nog meer terrein dan ze prijsgegeven hadden. De Duitsers hadden onvoldoende kracht om hun offensief te laten slagen, noch om de Britten tegen te houden. De meeste Duitse troepen werden snel weer afgevoerd om deel te nemen aan de slag bij Aken. De drie deelnemende Duitse divisies hadden stevige verliezen geleden, maar ook de Britse infanterie had gevoelige verliezen.

## Inleiding

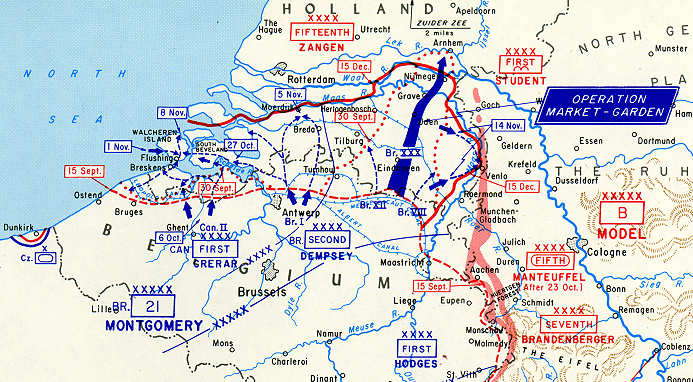
Plan van Operatie Market Garden en frontlijnen in oktober- november 1944

Met de evacuatie van de Britse luchtlandingstroepen terug over de Nederrijn eindigde Operatie Market Garden. Major-General Ivor Thomas nam het bevel op zich over alle geallieerde troepen op The Island. Dat waren naast zijn eigen divisie, ook de 5e Guards, de 8e Armoured en de 69e Infanteriebrigade. Meer brigades van de 50e (Northumbrian) Infanteriedivisie zouden de volgende dagen de Betuwe intrekken. De frontlijn liep vanaf de spoorbrug over de Nederrijn, langs de spoorlijn tot net ten noorden van Elst en dan met een boog om Bemmel tot aan de Waal. Adolf Hitler beval al op 25 september in een “Führer Order” dat de vijand in het gebied Arnhem-Nijmegen moest worden vernietigd. Generalfeldmarschall Walter Model, de commandant van Heeresgruppe B gaf daarop opdracht aan SS-Obergruppenführer Willi Bittrich om met zijn II SS Pantserkorps een gecoördineerde tank-infanterie aanval op te zetten. Het belang werd duidelijk gemaakt doordat Model twee extra pantserdivisies beschikbaar stelde. De aanval werd oorspronkelijk op 29 september 1944 gezet, maar dat was onhaalbaar. Het was wel zaak om dit zo snel mogelijk te doen, om de geallieerden niet te sterk te laten worden.

## Betrokken Duitse eenheden

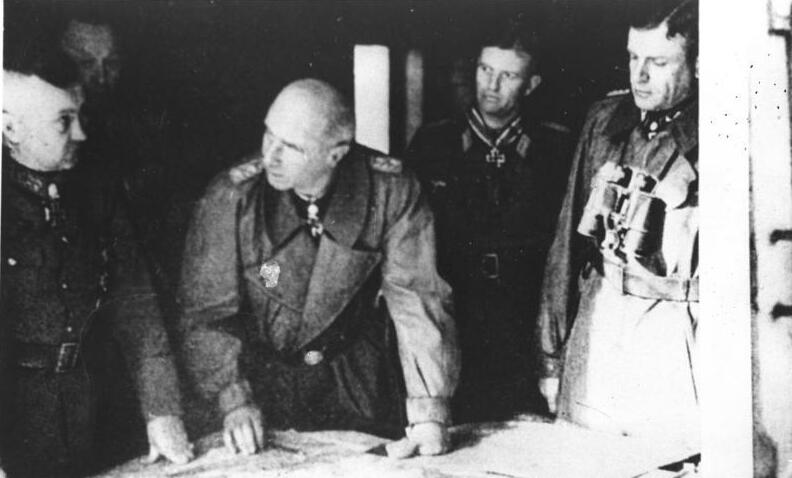
Hoewel deze foto zo’n 2 weken eerder werd genomen, staan wel alle belangrijke spelers erop, v.l.n.r. Model, Student, Bittrich, Knaust en Harmel

- II SS Pantserkorps (SS-Obergruppenführer Willi Bittrich)
  - 10. SS-Panzer-Division Frundsberg (SS-Brigadeführer Heinz Harmel)
    - SS-Panzer-Regiment 10 (SS-Obersturmbannführer Otto Paetsch)
    - SS-Panzergrenadier-Regiment 21 (SS-Sturmbannführer Heinz Laubscheer)
    - SS-Panzergrenadier-Regiment 22 (SS-Obersturmbannführer Hans Traupe)

  - 9e Pantserdivisie (Generalmajor Harald Freiherr von Elverfeldt)
    - Panzer-Grenadier-Regiment 10 (Oberstleutnant Dr. Johann Reich)
    - Panzer-Grenadier-Regiment 11 (Major Heinrich Volker)
    - Kampfgruppe Knaust (Major Hans-Peter Knaust) (geen deel van, maar onder bevel van 9e PzDiv)
    - Kampfgruppe Bruhn (Hauptmann Hans Bruhn) (geen deel van, maar onder bevel van 9e PzDiv)

  - 116e Pantserdivisie (Generalmajor Siegfried von Waldenburg)
    - Panzer-Regiment 16 (Oberstleutnant Hans-Georg Lueder)
    - Panzergrenadier-Regiment 60 (Oberstleutnant Helmut Zander)
    - Panzergrenadier-Regiment 156 (Oberstleutnant Heinrich Grollmann)
    - Sperrverband Harzer (Oberst Egon Gerhard) (geen deel van, maar onder bevel van 116e PzDiv)

  - separaat
    - Schwere Panzer-Abteilung 506 (Major Eberhard Lange)

## Betrokken geallieerde eenheden
- 30e Legerkorps (Lieutenant-General Brian Horrocks)
  - Guards Pantserdivisie (Major-General Allan Adair) 
    -       - 2e Armoured Bataljon Irish Guards (Lieutenant-Colonel Giles Vandeleur)
      - 1e Bataljon Welsh Guards (Lieutenant-Colonel J. F. Gresham)
      - 3e Bataljon Irish Guards (Lieutenant-Colonel J.O.E. “Joe” Vandeleur)
      - 1e Armoured Bataljon Coldstream Guards (Lieutenant-Colonel R. F. S. Gooch)

  - 43e (Wessex) Infanteriedivisie (Major-General Ivor Thomas) 
    - 129e Infanteriebrigade (Brigadier G. H. L. Mole)
      - 4e Bataljon, Somerset Light Infantry (Lieutenant-Colonel C.G. Lipscomb)
      - 4e Bataljon, Wiltshire Regiment (Lieutenant-Colonel E. L. Luce)
      - 5e Bataljon, Wiltshire Regiment (Lieutenant-Colonel W. G. Roberts)

    - 130e Infanteriebrigade  (Brigadier B .B. “Joe” Walton)
      - 5e Bataljon, Dorsetshire Regiment (Lieutenant-Colonel B .A. Coad )

  - 50e (Northumbrian) Infanteriedivisie (Major-General Douglas Graham) 
    - 69e Infanteriebrigade  (Brigadier Fergus Y. Carson Knox)
      - 5e Bataljon, East Yorkshire Regiment (Lieutenant-Colonel T.L.G. Charles)
      - 6e Bataljon, Green Howards (Lieutenant-Colonel C.F. Hutchinson)
      - 7e Bataljon, Green Howards (Major Morgan F.P. Lloyd, acting CO)
      - 6e ((City of Glasgow)) Bataljon, Highland Light Infantry (City of Glasgow Regiment) (Lieutenant-Colonel Edward L. Percival) (onderdeel van 52e (Laagland) Divisie, voor deze operaties geen deel van, maar onder bevel van 69e InfBrig)

    - 151e Infanteriebrigade  (Brigadier Desmond S. Gordon) 
      - 6e Bataljon, Durham Light Infantry (Lieutenant-Colonel A. E. Green)
      - 8e Bataljon, Durham Light Infantry (Lieutenant-Colonel H.R.D. Oldham)
      - 9e Bataljon, Durham Light Infantry  (Lieutenant-Colonel H.J. Mogg)

    - 231e Infanteriebrigade  (Brigadier Alexander Stanier)
      - 2e Bataljon, Devonshire Regiment (Lieutenant-Colonel Sir John Carew Pole)
      - 1e Bataljon, Dorsetshire Regiment (Lieutenant-Colonel Alexander E.C. Bredin)
      - 1e Bataljon, Hampshire Regiment (Lieutenant-Colonel Anthony J.D. Turner)

  - 101e Luchtlandingsdivisie (Major General Maxwell Taylor)
    - 501e Parachute Infanterieregiment (Colonel Howard R. Johnson)
      - 1e Bataljon (Lieutenant Colonel Harry W. Kinnard)

## Het Duitse tegenoffensief

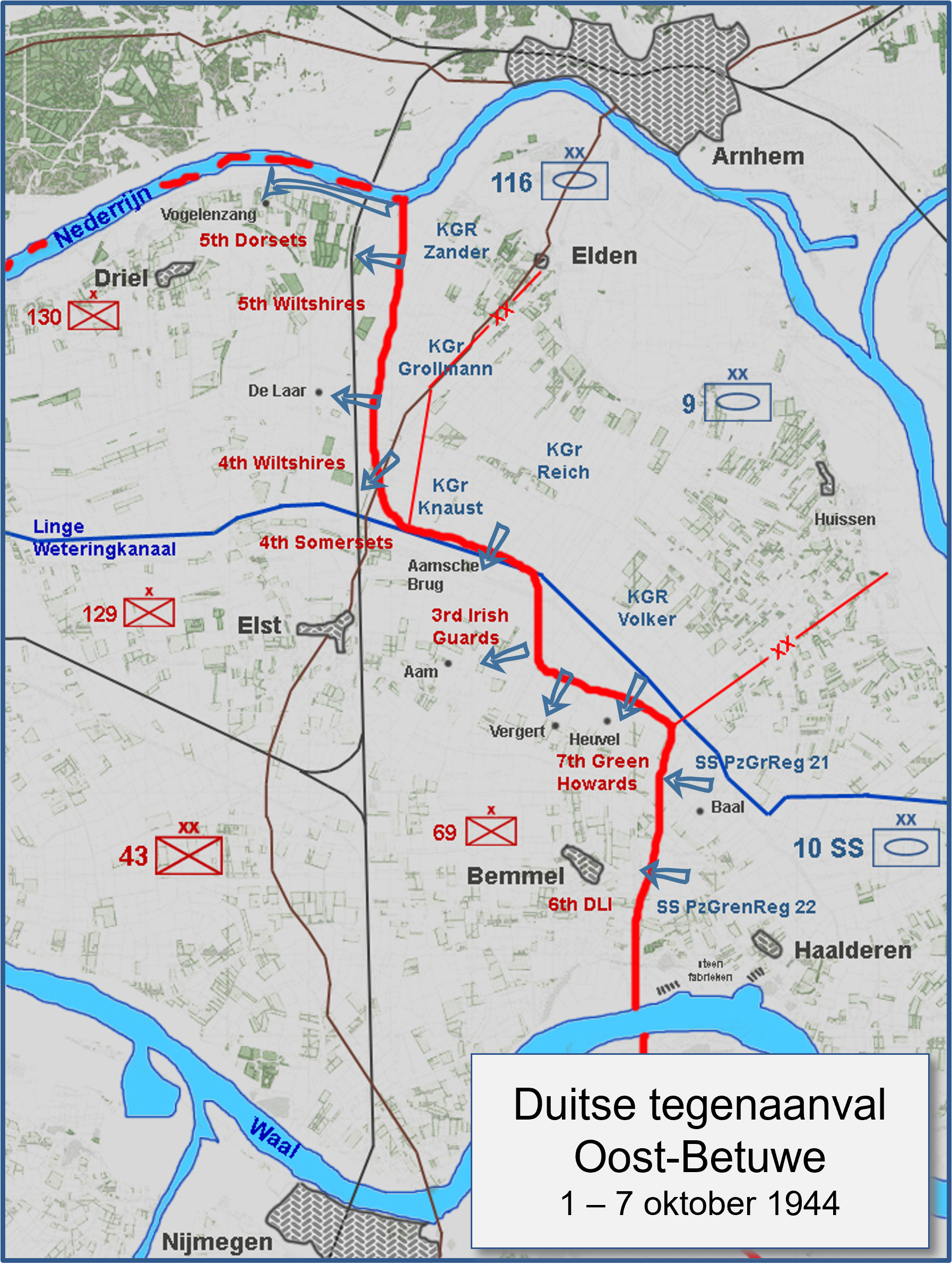
Overzicht van het Duitse offensief

De start van de operatie moest verschillende keren worden uitgesteld vanwege moeilijkheden bij het samenstellen van de 9e en 116e Pantserdivisies. Geallieerde bombardementen en een tekort aan brandstof veroorzaakten aanzienlijke vertraging bij de geplande samentrekking van troepen en uitrusting voor beide divisies. Deze moesten vanaf de gevechten bij Aken per trein en wegtransport worden omgeleid. De aanval van het II SS Pantserkorps, oorspronkelijk gepland voor 29 september, werd daarom verschoven naar de volgende dag. Tegen die tijd waren beide pantserdivisies gearriveerd, maar zonder hun tankeenheden en ze moesten daarom worden ondersteund door reeds aanwezige pantsereenheden. Ook was er slechts één regiment van de 116e Pantserdivisie gearriveerd (Pantsergrenadierregiment 156, ook bekend als Regimentsgruppe Grollmann). Wel nam de divisie het, al in het gebied tussen Elst en de Nederrijn langs de spoorlijn opererende, Sperrverband Harzer onder bevel. Het doel van de divisie was het gebied ten westen van Elst. De 9e Pantserdivisie had zich in twee aanvalsgroepen georganiseerd: Kampfgruppe Volker aan de linkerkant, die bestond uit het II./Pantsergrenadierregiment 11; en rechts Kampfgruppe Reich bestaande uit II./Pantsergrenadierregiment 10. Kampfgruppe Volker, ondersteund door de 2e  compagnie zware Tiger II-tanks van de schwere Panzer-Abteilung 506, zou als eerste aanvallen richting de zuidkant van Elst vanaf de Heuvel. Ook de al in het gebied aanwezige Kampfgruppen Knaust en Bruhn kwamen onder bevel van deze pantserdivisie. Het primaire doel van de 9e Pantserdivisie was het gebied rond Elst, en van daaruit moest de divisie verder naar het zuiden trekken in de richting van de brug van Nijmegen. De 10. SS-Panzer-Division Frundsberg zou flanksteun aan de zuidelijke kant geven door richting Bemmel aan te vallen.
Drie Duitse pantserdivisies, dat lijkt een forse strijdmacht. Echter, alle drie waren grotendeels vernietigd na de slag om Normandië in de Zak van Falaise. De delen die ontkomen waren, waren provisorisch aangevuld met wat er voorhanden was aan Duitse kant. De 9e en 116e Pantserdivisies hadden beide al in de eerste slag om Aken gevochten en beide misten hun pantserregiment in de Betuwe. Elk van de (totaal vier) pantsergrenadierregimenten zetten ook telkens maar een bataljon tegelijk in en deze waren niet op sterkte of net pas aangevuld. Dit was ook de reden dat de Duitsers hen bestempelden als Kampfgruppen. De 10. SS-Panzer-Division was nooit echt herbouwd en al vanaf 17 september in actie tegen Market Garden. De SS pantsergrenadierregimenten beschikten slecht over 20-25% van hun sterkte. Het SS pantserregiment beschikte nog slechts over een handvol tanks. Wat wel sterk was, was de Duitse artillerie. Alle drie de divisies beschikten over een stevig aantal batterijen en zetten deze ook sterk en met goed effect in.
Op 30 september begon het tegenoffensief met een verkennende aanval tegen de 5th East Yorkshires aan de rand van Bemmel; deze aanval werd bij daglicht gemakkelijk afgeslagen en de Duitsers leden zware verliezen, voornamelijk door artillerievuur. 

### Elst en Aam
De belangrijkste tegenaanval van het II SS Pantserkorps begon zoals gepland op 1 oktober - tegenover hen stond een ad hoc Britse troepenmacht van zeven bataljons: 5th Dorsetshire Regiment (hierna 5th Dorsets), 4th en 5th Wiltshire Regiment (hierna 4th en 5th Wiltshires), 4th Somerset Light Infantry (hierna 4th Somersets), 3rd Irish Guards, de 7th Green Howards en de 6th Highland Light Infantry (hierna 6th HLI).
Al om 03.10 uur viel Kampfgruppe Knaust aan richting de Aamsche Brug, in het gebied van de 3rd Irish Guards, maar deze aanval werd afgeslagen. Direct achter een vuurwals viel Kampfgruppe Volker rond 05.30 uur aan in de ochtendmist bij Heuvel, ondersteund door Tiger II-tanks, tegen de 7th Green Howards, het linkerbataljon van de 69e Infanteriebrigade van de 50e (Northumbrian) Infanteriedivisie; hier woedden de gevechten de hele dag. De Howards werden ondersteund door het 3rd Irish Guards, die ook de buurtschap Aam in handen hadden - rond de onvoltooide Rijksweg 52. Ondertussen verdedigden de 4th Somersets Elst en slaagden erin de Duitse aanvallen af te slaan. De Sint-Maartenskerk werd gebruikt door waarnemers van de Britse artillerie en werd daardoor het doelwit van de Duitse artillerie, maar door de dikke muren liep de kerk slechts geringe schade op.
In de middag lanceerden de twee gevechtsgroepen die samen de 10. SS-Panzer-Division Frundsberg vormden, de SS Pantsergrenadierregimenten 21 en 22, een aanval op de Britse rechterflank bij Bemmel vanuit het gebied van Baal tot aan Haalderen. Die laatste aanval op Bemmel werd ondersteund door tanks die de posities aanvielen van de 6th Highland Light Infantry (HLI), die de vorige dag de frontlijn van de 5th East Yorkshires had overgenomen en hun eerste dag aan het front beleefden. De aanval werd tegen 16.20 uur afgeslagen nadat hij was gesmoord als gevolg van zwaar Brits defensief artillerievuur en de drassige grond die ongeschikt was voor de tanks. De 6th HLI had slechts lichte verliezen, met twee gesneuvelden.
Kampfgruppe Reich, bestaande uit infanterie van Pantsergrenadierregiment 10, viel de posities van de Irish Guards aan op en rond de hoge dijk ten oosten van de onvoltooide weg bij Aam, maar deze aanval werd afgeslagen met zware verliezen - de Shermans en artillerie maaiden de Duitse infanterie neer. Later die middag, rond 16.30 uur, kregen de 5th East Yorkshires het bevel om de 7th Green Howards af te lossen, ook al werden ze zwaar aangevallen door Duitse tanks en infanterie en werden ze onderworpen aan zwaar granaatvuur. De 5th East Yorkshires moesten nu het Heuvelgebied ontruimen vanwege de nabijheid van de Duitsers, maar dit gebied bleef vervolgens een niemandsland en de Britten hadden alle Duitse pogingen om hen te verdrijven tegengehouden. De Duitsers hadden acht Tiger II tanks verloren, waarvan er twee waren uitgeschakeld, de rest was vastgelopen of kapot gegaan. Eén Tiger II werd vernietigd door vijf PIAT-treffers. In totaal konden vier Tigers geborgen worden. Een van de compagnieën van de Kampfgruppe Volker (7./Pz.Gren.Rgt 11) had aan het einde van de dag nog maar elf man over van de oorspronkelijke 120 waarmee het 's ochtends begon. De Britse artillerie, in het bijzonder hier de 43e divisieartillerie, het 55th (Wessex) Field Regiment (van de Guards Pantserdivisie) en het 124th Field Regiment (50e Divisie) hadden de verdediging stevig gesteund. Alleen al het 124th Field Regiment vuurde die dag 12.500 stuks 25-pounder HE granaten af. De 7th Green Howards hadden ook stevige verliezen geleden: 18 doden, 29 gewonden en 14 vermisten (acht van die laatste waren krijgsgevangen).
De 116e Pantserdivisie was te laat gereed voor de aanval. Wel werd mid-ochtend een kleine aanval gelanceerd door rond 50 man van de 14. Schiffs-Stamm-Abteilung (deel van Sperrverband Harzer) in de buurt van de spoorbrug over de Nederrijn. Deze aanval werd door de 5th Dorsets eenvoudig afgeslagen en resulteerde in 22 gesneuvelde en vijf krijgsgevangen Duitse marinemannen. Pas tegen de avond waren de twee bataljons van de Regimentsgruppe Grollmann gereed en ze lanceerden een aanval op Snodenhoek, het gebied ten noordwesten van Elst, als hun onmiddellijke doel. Het 2e bataljon van dit Pantsergrenadierregiment 156, dat zich bij Rijkerswoerd had gevormd, zou links van de weg Arnhem - Elst (ook wel Griftdijk genoemd) toeslaan. Het bataljon zou gesteund worden door het 1e bataljon van hetzelfde regiment, dat rechts zou oprukken en een doorgang zou proberen te krijgen via de spoorwegovergang in het gebied van De Laar. Omdat de 116e Pantserdivisie zonder eigen tanks was aangekomen, werden ter ondersteuning vijf Tiger II-tanks van de schwere Panzer-Abteilung 506 en vier Panthers van de 9. SS-Panzer-Division Hohenstaufen toegevoegd. De Duitsers vielen de Britse verdediging aan langs het Linge-Weteringkanaal ten noorden van Elst, een positie die bezet was door de 4th Somersets. Ook deze aanval werd een complete mislukking en de Duitsers werden teruggedrongen. De aanval op 5th Wiltshires bij de overweg werd ondersteund door tanks die langs de spoorlijn oprukten. De 5th Wiltshires werden ondersteund door direct vuur van Britse 5,5 inch kanonnen die de Duitsers zware verliezen wisten toe te brengen - een aantal tanks werd uitgeschakeld en een Panther-tank werd het slachtoffer van een PIAT-team. De 4th Wiltshires ondersteunden hun zusterbataljon, en in een gecombineerde tegenaanval namen ze die dag meer dan 100 gevangenen.
Alle Duitse aanvallen op 1 oktober waren na bittere gevechten afgeslagen. Gedurende de nacht handhaafden de Duitsers de druk en in de vroege uren van de volgende ochtend trof een hernieuwde aanval de posities van de 3rd Irish Guards (die intussen versterkt waren door twee compagnieën van de 1st Welsh Guards en tanks van de 2nd Irish Guards). Hier gebruikten de Duitsers de onvoltooide verhoogde weg als hun opmarsrichting, en bij deze tweede aanval op Aam werd de Duitse infanterie ondersteund door acht Panther-tanks. De Duitsers gebruikten vlammenwerpers die enkele voorste posities onder de voet liepen - een 17-pounder antitankgeschut werd uitgeschakeld, maar in ruil daarvoor werden drie Duitse tanks vernietigd - een door een PIAT, een andere door een Sherman en een derde door een 17-pounder. Opnieuw was de Duitse aanval een complete mislukking. In deze twee dagen bedroegen de dodelijke verliezen van de Guards resp. 22 (3rd Irish), twee (2nd Irish) en vier (3rd Welsh) man. De schwere Panzer-Abteilung 506 werd al op 2 oktober op transport gesteld naar Aken. In deze paar dagen had de Abteilung zes Tigers als totaalverlies moeten boeken.

### Geallieerde luchtaanvallen

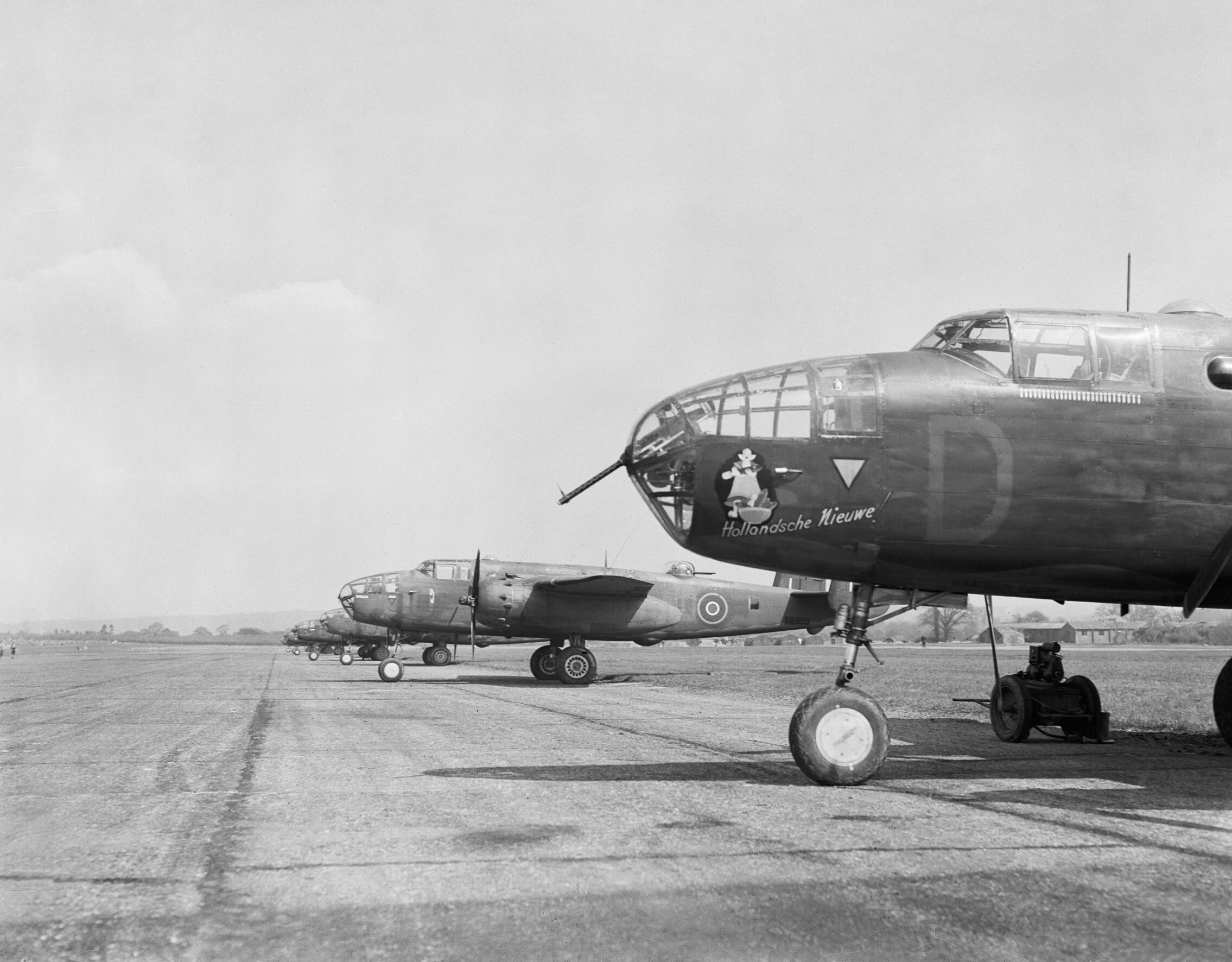
B-25's van 320 (Dutch) Squadron op de luchthaven Dunsfold

Op 2 oktober 1944 vroeg generaal Thomas, bezorgd over de sterkte van de Duitse aanval op het geallieerde bruggenhoofd, om luchtsteun voor aanvallen op het Duitse bruggenhoofd ten zuiden van Arnhem in een poging hun tegenaanvallen te verstoren. In de late namiddag klaarde de lucht voldoende op voor RAF Hawker Typhoons om Duitse tanks en infanterie in de boomgaarden aan te vallen. Ze richtten zich ook op de veerverbinding bij Huissen en Pannerden, evenals op Duitse artillerieposities en bekende troepenconcentratiegebieden en andere overgangspunten naar de oostkant van de Nederrijn. De luchtaanvallen waren ook gericht op de Arnhemse verkeersbrug zelf.
Middelzware bommenwerpers richtten zich op Huissen en de buurtschap ’t Zand, vermoedelijke concentratiegebieden voor de Duitse troepen. Rond 11.00 uur wierpen vierentwintig B-25 Mitchells hun bomladingen midden in het centrum van Huissen uit en verwoestten een groot deel van het stadje, waarbij 106 burgers om het leven kwamen. De Duitse troepen van de 9e Pantserdivisie, die de vorige dag nog daar aanwezig waren, waren intussen al lang weg. Diezelfde middag richtten middelgrote bommenwerpers zich op de dorpen Angeren, Gendt, Doornenburg en Pannerden en veroorzaakten meer burgerslachtoffers. Onder andere het 320 Dutch Squadron RAF nam prominent deel aan deze aanvallen.

### Hernieuwing van het offensief
Ondanks de mislukkingen van de eerste dagen drong Heeresgruppe B aan op voortzetting van het offensief. De Duitse commandanten aan het front, waaronder Bittrich, realiseerden zich dat, gezien de slechte bodemgesteldheid en de sterkte van de Britse verdediging, verdere pogingen om een doorbraak te forceren zinloos waren. Het Duitse moreel begon te dalen. Op 2 oktober kwamen drie deserteurs van het I./Pantsergrenadierregiment 156 over de spoordijk bij de boerderij De Laar en maakten het nieuws bekend van een nieuwe aanval die avond gericht op de Britten - namelijk 5th Wiltshires. Ze vertelden hun ondervragers dat hun compagniescommandant had geweigerd verdere verantwoordelijkheid te nemen voor een nieuwe aanval en was ontslagen. De hernieuwde aanval van de I./156 in de avond van 2 oktober kreeg wel voet aan de grond bij de overweg, maar werd gestopt door hevig Brits verdedigingsvuur. De volgende dag, tegen het begin van de middag, wierp een tegenaanval van de 5th Wiltshires de Duitsers terug achter de spoorlijn en ze consolideerden daarop hun positie. De volgende avond werd het uitgeputte 5th Wiltshires in het De Laar-gebied, nadat het vierentwintig man had verloren, afgelost door het 4th Wiltshires, dat tot dan toe in de 129e brigadereserve was gehouden.
In de nacht van 2 op 3 oktober werd een hernieuwde poging tegen Elst gelanceerd, maar opnieuw was de Duitse infanterie niet in staat de Britse positie binnen te dringen en leed zware verliezen - de Duitse aanval werd gebroken door artillerievuur dat vanaf de kerktoren werd geleid. De volgende dag ging A-compagnie van het 4th Somersets in het gebied ten noorden van het kanaal in de tegenaanval en dreef de Duitsers terug naar punt 9.5, halverwege tussen de Oude Tol en De Gouden Klomp, waarbij 37 soldaten gevangen werden genomen. Tegen het einde van de dag was dat aantal gestegen tot tachtig gevangenen. In de tweedaagse strijd verloren de Somersets ongeveer 150 man, maar hadden minstens evenveel verliezen toegebracht aan de Duitsers. Bij Kampfgruppe Volker werd II./PzGrR 11 vervangen door het vers aangevoerde I./PzGrR 11.
Ondertussen deed Kampfgruppe Zander (ofwel Pantsergrenadierregiment 60 van de 116e Pantserdivisie), die nog maar kort geleden in het bruggenhoofd van Arnhem was aangekomen, een poging om Driel te veroveren. Op 4 oktober hadden de Duitsers posities ingenomen ten oosten van de spoorlijn, ten zuiden van de Nederrijndijk. Hun eerste doel was om het noordelijkste deel van de spoordijk te veroveren dat alle uitzichten naar het westen belemmerde; deze linie werd gehouden door de 5th Dorsets. Het 1e bataljon (I./60) viel rechts aan en het 2e bataljon (II./60) links. De Dorsets konden hun stellingen meest behouden, ondanks dat de Duitsers ondersteund werden door Panther-tanks die vanaf de overkant van de rivier schoten. Alleen de linker-compagnie (de 3e) van I./60 kon een deel van de spoordijk innemen. En de uiterst rechtse (2e) compagnie kon via de uiterwaarden tot aan de Vogelenzang komen, maar deze compagnie moest in de nacht ook weer terug. De 3e compagnie, samen met de 7e compagnie van II./60 konden intussen zo’n 400 meter oprukken ten westen van de spoorlijn, maar konden niet verder. De volgende dag brachten hernieuwde Duitse aanvallen, ook met steun van twee Sturmgeschütz III’s, niets meer dan zware verliezen en de Dorsets behielden hun stellingen.

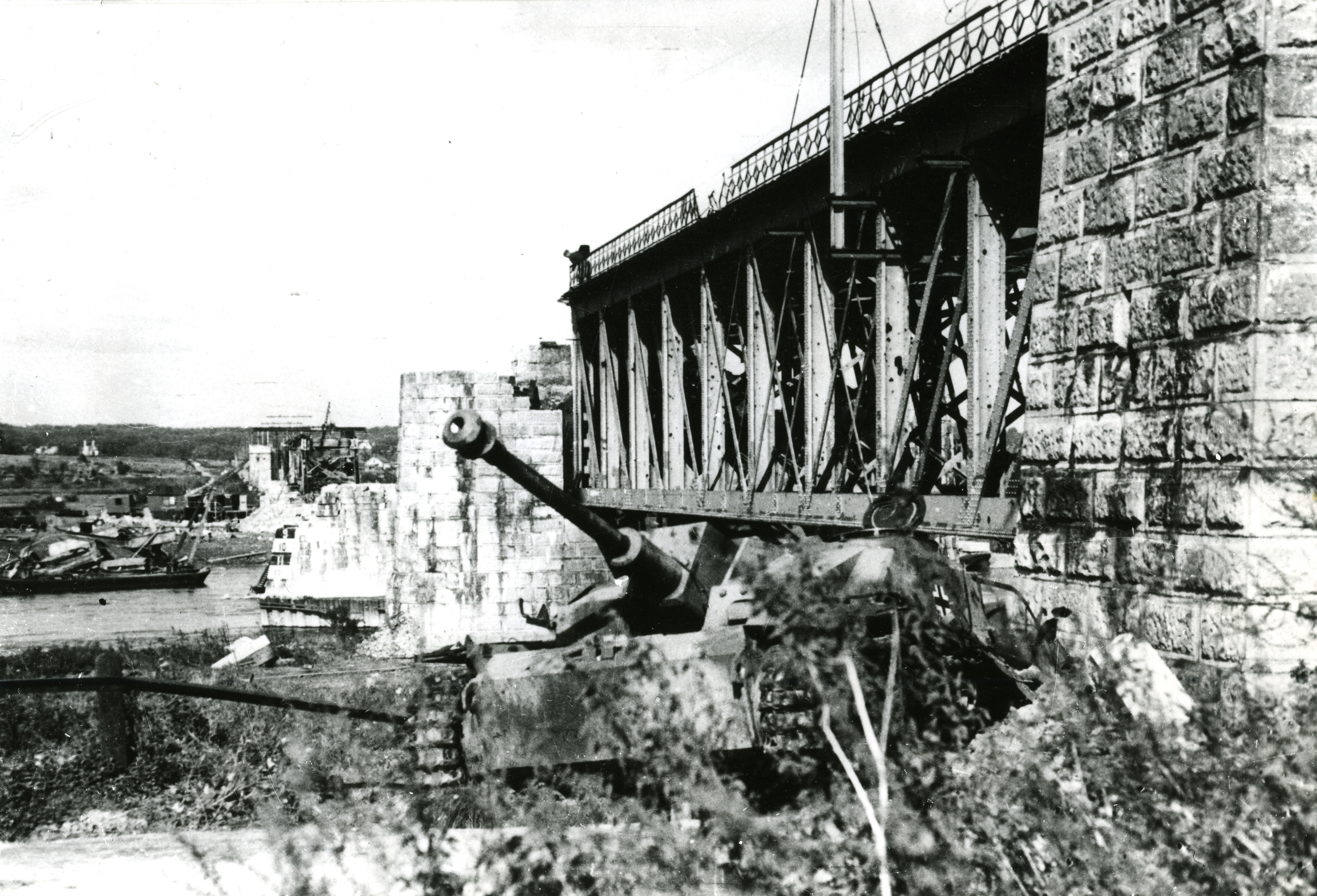
De uitgeschakelde StuG III onder de spoorbrug

Op 5 oktober deed D-compagnie van het 4th Wiltshires nabij boerderij De Laar een poging om de Duitsers terug te dringen die waren geïnfiltreerd in het gebied ten westen van de spoorlijn. Het 8e peloton van A-compagnie werd voor deze operatie onder bevel van D-compagnie geplaatst en samen met het 18e peloton slaagden ze er niet alleen in om de Duitsers voor hen op de vlucht te jagen, maar ook om 97 krijgsgevangenen te nemen. Onder de Britten vielen echter ook veel slachtoffers, zoveel dat de B- en D-compagnieën moesten worden samengevoegd tot één eenheid. Beide Wiltshire-bataljons tezamen telden 49 gesneuvelden van 1-7 oktober 1944.

### Bemmel en Haalderen
Op 3 oktober beval Thomas de 151e en 231e Infanteriebrigades om de onder druk staande 69e Brigade te vervangen. Deze “verse” eenheden kregen van Thomas de opdracht om in de tegenaanval te gaan en de Duitsers uit de omgeving van Bemmel te verdrijven en terug over het Linge-Weteringkanaal te werpen. In fase I moest de 231e Brigade de linkerflank van de divisie beveiligen; het gebied van de Heuvel zou worden aangevallen door de 1st Dorsets, terwijl de boomgaarden tegenover de boerderij Houtakker zouden worden aangevallen door de 1st Hampshires. Elk van de bataljons zou steun krijgen van een squadron Sherman tanks van de 1st Coldstream Guards. De 151e Brigade zou twee uur later aanvallen richting Baal (8th Durham Light infantry = DLI) en Haalderen (9th DLI).
Net voordat de Britten een aanval konden opzetten, sloegen de Duitsers echter op 3 oktober als eerste toe. Het II SS Pantserkorps viel die avond aan in een poging het Heuvel-Vergert-gebied veilig te stellen en Bittrich zette zijn laatste reserve in, het verkenningsbataljon van de 10e SS Pantserdivisie, de SS-Panzer-Aufklärungsabteilung 10. Een zware artilleriebarrage van twintig minuten, die het hele gebied van de 231e Brigade trof, ging aan de aanval vooraf. De Duitse aanval van het SS-verkenningsbataljon, ondersteund door het I./PzGrR 11 (ook net aangekomen) en IV./SS-PzGrR 21), trof de 2nd Devons en 1st Hampshires hard en C-compagnie van de eerste werd omsingeld. Het 3rd Squadron van de 1st Coldstream Guards vuurde twee uur lang op mondingsflitsen en de Duitse aanval werd afgeslagen. Een tegenaanval door B-compagnie van het 2nd Devons, ondersteund door tanks van het 3rd Squadron, herstelde vervolgens de positie.
De Duitse aanval had geen invloed op de Britse plannen en hun tegenaanval begon op 4 oktober om 12.00 uur volgens schema. Heuvel werd aangevallen door 1st Dorsets zoals gepland en na bittere gevechten werd wat er nog over was van het gehucht ingenomen. Daarbij werden bijna 100 soldaten van Kampfgruppe Bruhn gevangen genomen, die nog iets meer dan 100 man over had. De 1st Dorsets leden echter ook zware verliezen, zo'n 89 in totaal, waaronder 19 gesneuvelden. De aanval van de 1st Hampshires noordelijk van Houtakker verliep redelijk gemakkelijk, maar resulteerde toch in 15 gesneuvelden. In de late namiddag en avond slaagde het 2nd Devonshire, onder onophoudelijk mortier- en artillerievuur, er uiteindelijk in de Duitsers in de boomgaarden rond Vergert op te ruimen. Daarbij werden meer dan dertig krijgsgevangenen gemaakt. De positie van het bataljon werd verder naar het westen versterkt door de D-compagnie, die was afgelost door de Coldstream Guards. De compagnie versterkte het midden van de stelling door het gebied tussen de  A- en B-compagnieën in te nemen. De Devons meldden dat de velden ten noorden van hun posities bezaaid waren met Duitse doden.
Interessant was dat geen enkele krijgsgevangene deze dag van de 9e Pantserdivisie was; deze divisie had zich achter de voorste lijn teruggetrokken en hield zich gereed voor de voortzetting van het offensief. Deze lijn was nu compleet bezet door de Kampfgruppen Bruhn, Frundsberg, Wesel, Vogel en Hauen.
De twee DLI-bataljons werden in hun aanval ondersteund door Sherman-tanks van de 4th/7th Royal Dragoon Guards van de 8th Armoured Brigade. Met een artilleriebeschieting en nauwe steun van Typhoons die raketten afvuurden, slaagde het 8th DLI erin om Haalderen te veroveren. Alle doelen waren ingenomen om 17.30 uur, maar ten koste van tien gesneuvelden en 40 gewonden. Het 9th DLI stuitte echter op zwaardere weerstand bij Baal, waarbij de A-compagnie op één na alle officieren verloor, maar de doelen werden ingenomen. Verliezen van 9th DLI waren 60 man, waaronder 15 gesneuvelden. De Duitsers, meest van PzGrR 21, verloren in ieder geval al zo’n 160 krijgsgevangenen en tientallen gesneuvelden.
De volgende dag, nadat de Durham-bataljons hun doelen veilig hadden gesteld, zou met een uitstel van 24 uur fase III van de tegenaanval beginnen. De 6th Highland Light Infantry (6th HLI) werd ten zuiden van Haalderen gestuurd om daar een aantal posities in te nemen, waaronder twee steenfabrieken (de zogenaamde “bovenste” en “onderste”). Hun aanval was kostbaar, deels vanwege onnauwkeurige kaarten. Niet alleen dat ze werden getroffen door eigen vuur, maar ook liep een peloton in een hinderlaag, waardoor dertig man gevangen werden genomen en 25 man sneuvelden. Desalniettemin slaagde de aanval en trokken de Duitsers zich terug uit het gebied, waarna het 6th DLI naar voren kwam om het 6th HLI af te lossen. De twee steenfabrieken aan de oevers van de Waal werden ingenomen - verdere tegenstand smolt weg. De Royal Dragoon Guards verloren twee tanks en zeven man.
Uit rapporten van Britse patrouilles bleek nu dat de Duitsers zich hadden teruggetrokken op de lijn van het Linge-Weteringkanaal, waarbij hun oorspronkelijke startlijn hun enige realistische verdedigingspositie was. De brigades van de 50e Infanteriedivisie hadden de 10e SS Pantserdivisie effectief gebroken. De Guards Pantserdivisie werd op 6 oktober teruggetrokken naar Malden, ten zuiden van Nijmegen, voor een rustpauze.

### Driel
Vanaf de vroege uren van 5 oktober droeg de 43e Wessex Infanteriedivisie hun posities op The Island over aan de Amerikaanse 101e Luchtlandingsdivisie komende uit Eindhoven. De Amerikanen hadden zelf geen zware artillerie, maar werden ondersteund door Britse artillerie-eenheden, de antitank- en mortierpelotons van de 43e Divisie, elementen van de Duke of Cornwall Light Infantry (DCLI), evenals de divisiereserve. Een van de moeilijkste overdrachten was in de nacht van 5/6 oktober bij de 1st Dorsets bij Driel, die vol in gevecht waren met de 116e Pantserdivisie. De Amerikaanse parachutisten van het 1e Bataljon van het 501e Parachute Infanterieregiment gingen op 6 oktober meteen in de aanval en omsingelden de twee compagnieën pantsergrenadiers. De Amerikanen claimden 150 krijgsgevangenen en de rest gedood. Ook werd een van twee StuG III’s uitgeschakeld onder het spoorviaduct door een Brits 6-pounder antitankkanon, waarna de andere zich terugtrok. Deze nederlaag dwong de 116e Pantserdivisie zich terug te trekken achter de dijk. Het I./60 was gereduceerd tot twee compagnieën, elk slechts een peloton sterk. De 5th Dorsets hadden elf gesneuvelden te betreuren.

### Einde van het offensief
Er viel een pauze in de strijd toen de Duitsers probeerden meer voorraden aan te voeren. Het geallieerde opperbevel gaf nu opdracht tot vernietiging van de Arnhemse verkeersbrug. Na slecht weer op 5 en 6 oktober werd een poging gedaan op de 7e oktober - zeven USAAF Martin Maurauders van de 344th Bombardment Group, lieten hun ladingen vallen met verschillende voltreffers op de verkeersbrug, die deze volledig verwoestte. De bommen hadden in feite Duitse explosieven tot ontploffing gebracht die op de brug waren geplaatst; als gevolg hiervan stortte de middenoverspanning van de brug in de rivier. De vernietiging van de verkeersbrug was de genadeslag voor het Duitse offensief - niet in staat om tanks en artillerie aan te voeren, werden verdere operaties van de Duitsers stopgezet.

### Ondersteunende aanvalsacties

#### Bruggenhoofd bij de Korevaar
Tijdens het Duitse hoofdoffensief werd er ook een afleidingsaanval uitgevoerd van over de Nederrijn. Het doel was het vormen van een bruggenhoofd op de zuidelijk Nederrijnoever ter hoogte van Doorwerth. De Kampfgruppe Oelkers (een versterkt SS-bataljon) stak op 1 oktober 1944, om 06.00 uur de rivier over. Aan de overkant lagen het Britse 7e Bataljon, The Hampshire Regiment (kortweg 7th Hampshires). De Britten pinden de Duitsers vast, die zich vervolgens verschansten in steenfabriek de Korevaar en de Britten konden hen er niet uit krijgen. Op 10 oktober trok Oelkers zich ten slotte terug uit deze positie.

#### Slag om Opheusden
Nadat de Duitse aanvallen van de 9e en 116e Pantserdivisies tot staan waren gebracht, werd ook aan de westelijke kant van The Island een Duitse aanvalsoperatie op touw gezet. Hiervoor werd de net opgerichte 363e Volksgrenadierdivisie ingezet. Tussen 29 september en 3 oktober 1944 kwam de divisie per trein aan in Nederland en werd per veerpont over de Nederrijn bij Rhenen gezet. Van 4 t/m 8 oktober 1944 viel de divisie vervolgens in en om Opheusden aan en raakte in zware strijd verwikkeld met de ook net daar gearriveerde Amerikaanse 101e Luchtlandingsdivisie. De Amerikanen voerden een tegenaanval uit met Britse ondersteuning. Drie dagen lang golfden de gevechten over en in weer in en rond het dorp. Er werden zware verliezen geleden aan beide kanten en daarna kwam het front tot rust.

## Nasleep

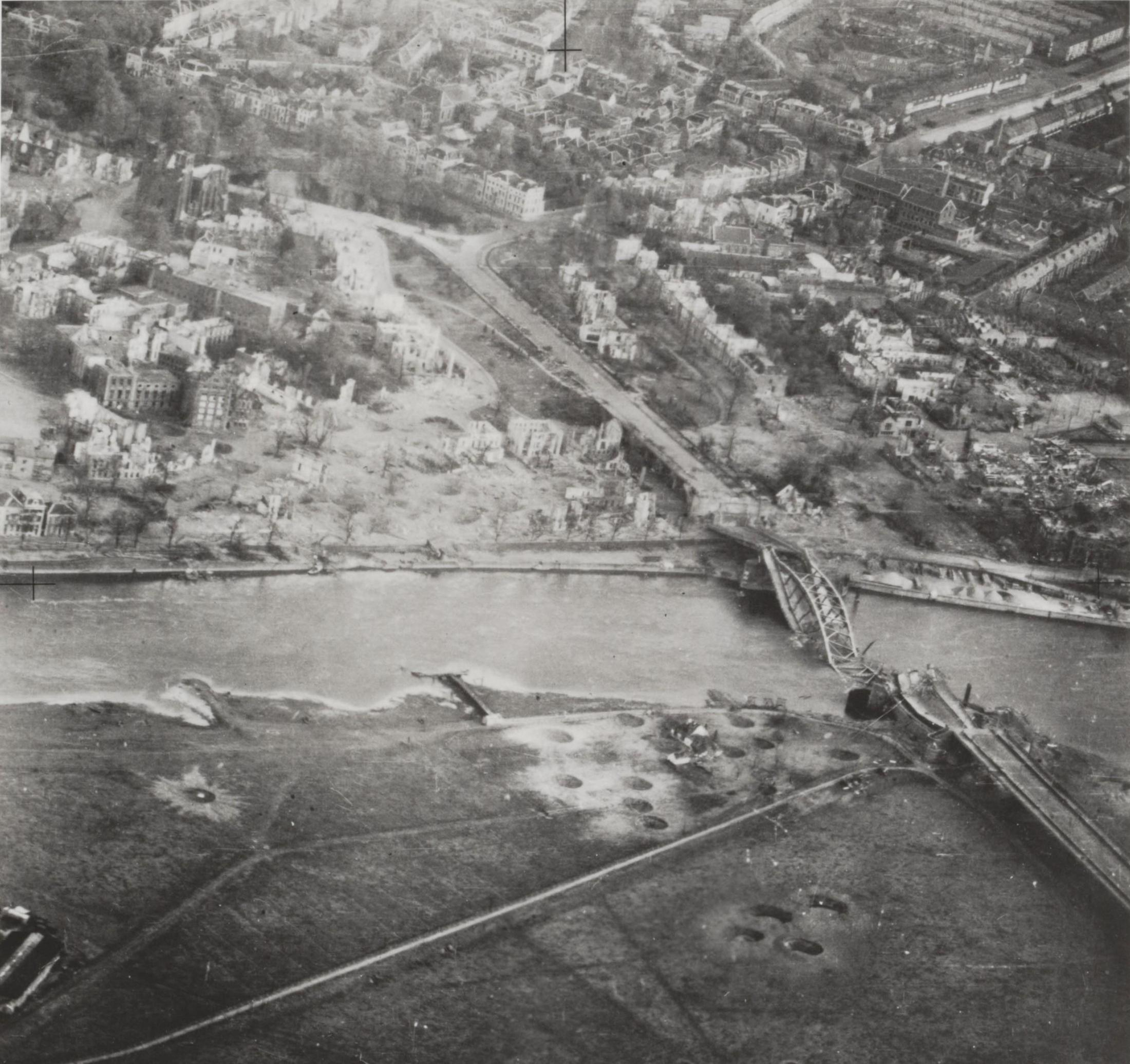
Luchtfoto van Arnhem met de verkeersbrug die op 7 oktober was verwoest door geallieerde bommenwerpers

Het Duitse tegenoffensief, met name de tegenaanval van het II SS Pantserkorps, had weinig resultaat opgeleverd maar er waren wel zware verliezen geleden aan manschappen en materiaal. Tanks konden weinig praktische hulp bieden, aangezien verplaatsingen over het land in het vlakke, drassige terrein vrijwel onmogelijk waren. Zonder de nauwe ondersteuning van tanks kon de Duitse infanterie dus geen enkele positie overwinnen. Aanvankelijk hadden de Duitsers de dorpen Baal, Heuvel en Haalderen ingenomen, maar deze gingen vervolgens ook weer verloren door Britse tegenaanvallen. De 10e SS-Pantserdivisie beleefde op 4 oktober de zwaarste dag sinds hun aankomst in Nederland, en de verliezen waren zo hoog dat ze enige tijd niet in staat waren om aan te vallen. De 116e Pantserdivisie had tijdens de aanval ook zware verliezen geleden - ongeveer 800 man. De Duitsers leden nu onder het gebrek aan nieuwe onderofficieren ter vervanging van de reeds verloren gegane onderofficieren. Britse veldkanonnen hadden op de laatste dag bijna 12.500 schoten afgevuurd, wat een zware tol had geëist voor de Duitsers. Tankverliezen waren ook zwaar - de 10e SS verloor acht van zijn ondersteunende Tiger tanks aan Brits antitankvuur, mijnen en artillerievuur.
De Britse verliezen waren op zich gematigd, maar bij de infanterie waren deze toch aanzienlijk. De meeste van deze verliezen werden veroorzaakt door zwaar artillerie- en mortiervuur, dat als 'intens' werd gerapporteerd. Er werden geen verdere pogingen van de geallieerden ondernomen om het Nijmeegse bruggenhoofd te vergroten. Als gevolg van de verandering in de geallieerde strategie, waarbij de nadruk nu werd gelegd op operaties gericht op het vrijmaken van het Schelde-estuarium en het verbreden van de smalle Market Garden saillant.
Op 9 oktober vroeg OB West toestemming aan het OKW om het Arnhemse bruggenhoofd geheel te verlaten, maar dat verzoek werd afgewezen. De 10e SS kreeg de opdracht om sterke verdedigingsposities in te nemen ten zuiden van Arnhem, in het gebied van Elden, bij Huissen en bij Doornenburg, met behoud van een verdedigingsscherm dichtbij het Linge-Weteringkanaal. De Kampfgruppen Bruhn en Knaust werden in de divisie geïntegreerd. De spoordijk ten noorden van Elst werd bezet door de Kampfgruppe Harzer, die werd omgedoopt tot Sperrverband Gerhard, naar zijn commandant, Major Gerhard. Op 10 oktober verlieten de overgebleven Duitsers de weinige steenfabrieken die ze bezaten vanwege de grote verliezen en schaarse voorraden. De 116e Pantserdivisie verliet het bruggenhoofd van Arnhem vanaf 8 oktober, haar eenheden werden geleidelijk over de Nederrijn getransporteerd, maar alleen 's nachts om artillerie en vliegtuigen te vermijden. De divisie werd uiteindelijk overgebracht naar het front van Aken. De 9e Pantserdivisie werd vervolgens teruggetrokken vanaf 13 oktober, waarbij de 10e SS-Pantserdivisie de enige eenheid in het bruggenhoofd bleef en dat bleef zo tot half november 1944, toen ook deze divisie werd overgebracht naar het gebied van Aken. De SS'ers droegen hun posities op het eiland over aan de nieuw opgerichte 6e Parachutistendivisie.
Rond dezelfde tijd nam het Britse 12e Legerkorps de verantwoordelijkheid over het Nijmeegse bruggenhoofd over. De Britse 50e Divisie bleef tot eind november in positie in de oostelijke helft van The Island, met korte tussenpozen bijgestaan door de 160e Welshe brigade, de 71e brigade en het Amerikaanse 508e Parachute Infanterieregiment van de 82e Luchtlandingsdivisie.
Generalfeldmarschall Gerd von Rundstedt, de opperbevelhebber in het Westen, verkreeg nu toestemming voor Model om het bruggenhoofd van Arnhem te verlaten. De geallieerden van hun kant bevalen de evacuatie van de burgers van het bevrijde deel van het eiland, omdat ze verwachtten dat het gebied zou worden geïnundeerd door de Duitsers. Model koos er echter voor om zijn voorste verdediging uit te dunnen - dit gebeurde op 14 oktober toen Duitse eenheden in het bruggenhoofd werden teruggebracht tot kleinere eenheden.